# Stellan Mörner (konstnär)
Karl Stellan Gabriel Mörner af Morlanda, född 3 februari 1896 i Örebro, död 1 februari 1979, var en svensk greve, målare, tecknare, teaterdekoratör och författare.

## Biografi
Stellan Mörner var son till landshövdingen Axel Mörner och Kristina Djurklou, dotter till Nils Gabriel Djurklou, samt från 1931 gift med Maria Polechko och bror till Göran Mörner. Stellan Mörner tillhörde den så kallade Halmstadgruppen och räknas som en stor surrealist. Han har bland annat utfört arbeten i intarsia i Halmstads rådhus 1937–1938 och i Uppsalas stadsbibliotek 1941–1941 samt Halmstads stadsbibliotek 1953 och Halmstads Teater 1954 samt Mössebergsskolan i Falköping 1958 Dessutom gjorde han mellan 1946 och 1969 ett tjugotal scenografier för Dramaten, Stockholmsoperan och andra teatrar i Sverige; nämnas bör scenografin till föreställningar av Shakespeares Trettondagsafton 1946 och Strindbergs Dödsdansen, 1969.
Efter akademiska studier i konsthistoria vid Stockholms högskola avlade han en filosofie kandidatexamen i konst och litteraturhistoria 1921. Han började måla efter en resa till Tyskland och Italien 1922. Vid återkomsten till Sverige lämnade sina förberedelser och planer på en avhandling om Guillaume Thomas Taraval och reste till Paris för att studera konst vid Académie de la Grande Chaumière och mågra olika krokiskolor samt för den ryska konstnären Schoukhaieff i Paris 1923–1925, han fortsatte sina studier för Carl Wilhelmson på Konsthögskolan i Stockholm 1925–1928 och hade medverkade i sin första utställning i Halmstad 1926.
Tillsammans med lokala målare i Halmstad ställde han ut i Halmstad sommaren 1929 med en utställning som senare under hösten överflyttades till Kulturen i Lund. Under hösten bildade man sedan Halmstadgruppen och Mörner kom att medverka i gruppens utställningar på Göteborgs konsthall 1930, 1932 och 1936 samt på Galerie Moderne 1931 och 1932 och Hallands museum 1933 och 1934, Helsingfors konsthall 1934, Konstakademien 1936 och 1949, Liljevalchs konsthall 1939 samt ytterligare ett stort antal utställningar med gruppen i olika Svenska städer. Tillsammans med Tor Hörlin ställde han ut i Uppsala 1943 och tillsammans med Sven Erixson ställde han ut i Köpenhamn 1959. Separat ställde han ut i Stockholm på Gummesons konsthall 1941 och 1963 på Färg och form 1946 och 1953 samt i Örebro 1938, Norrköping 1944, på God konst i Göteborg 1941 och 1946 samt på Skånska konstmuseum 1950. Han medverkade i de internationella surrealistutställningarna i Köpenhamn 1935 och i London 1936 samt i utställningen  Surrealismen i Norden som visades på  Skånska konstmuseum 1937 och den internationella utställningen 1937 exhibition som visades i London samt i en utställning med surrealistisk konst på Galerie Beaux-Arts i Paris 1938. Han var representerad i Nordiska konstförbundet utställningar i Oslo 1946, Köpenhamn 1949 och i Rom 1955 samt i ett flertal utställningar arrangerade av Sveriges allmänna konstförening, Riksförbundet för bildande konst och Konstfrämjandet. En minnesutställning med hans konst visades av Sveriges allmänna konstförening på Konstakademien i Stockholm 1981. Som illustratör illustrerade han bland annat Agnes von Krusenstjernas Nunnornas hus 1937.
Stellan Mörner drogs även till teaterns värld, där han fördjupade sig i väldiga lyriska och dramatiska skapelser. Dessa inspirerade även hans stafflikonst. Med tiden blev han en av landets främsta scenografer, och utförde scendekorationer för bland annat Dramaten, Operan Stockholms stadsteater, Stora teatern i Göteborg, Nationalteatret i Oslo, Riddarsalen i Köpenhamn samt tillsammans med Sven Erixson, Tage Hedquist och Tor Hörlin utförde han dekorationerna till Kardemummarevyerna på Södra Teatern i Stockholm 1948–1949. 
Hans surrealistiska måleri präglas av lekfullhet och romantiskt tillbakablickande, experimenterande, med måleri på träbitar, sten och vrakdelar, med collage och diktbilder, fingertoppsmåleri och handavtryck. Så småningom gled han in i en impressionistisk, nästan nonfigurativ period, och slutade med att återknyta till surrealismens dubbeltydiga rum.
Mörner hämtade till stor del sin bildvärld från barndomsminnena på släktgodset Esplunda utanför Örebro. Som barn upptäckte han på vinden en mängd gamla föremål som satte hans fantasi i rörelse.
Genom arv i många generationer från 1600-talet var Stellan Mörner patronus med patronatsrätten för den Skytteanska stiftelsen och ägde därför rätt att utnämna innehavare av den Skytteanska professuren i statskunskap och vältalighet vid Uppsala universitet. Han fullgjorde detta uppdrag genom att 1972 utnämna Leif Lewin till innehavare av professuren. Mörner var ledamot av Eva Bonniers donationsnämnd 1943–1948 och från 1947 ledamot av Konstakademien samt ledamot av Statens konstråd 1953–1958.
Stellan Mörner är begravd på Skogsö kyrkogård i Saltsjöbaden.

## Utbildning
- 1921 – filosofie kandidat vid Stockholms högskola
- 1923 – 1925 studier i Paris, för bland andra den ryske målaren Schoukaieff.
- 1925 – 1928 Konsthögskolan i Stockholm, för bland andra Carl Wilhelmson.

## Utställningar (urval)
- 1935 – Kubisme-Surrealisme, internationell konst, Den Frie Udstillning, Köpenhamn.
- 1936 – Internationell surrealism, London.
- 1937 – London.
- 1938 – Exposition Internationale du Surréalisme, Paris.
- 1978 – Stellan Mörner – Museet i Halmstad, separatutställning.

Mörner är bland annat representerad i Nationalmuseum, Moderna museet, Göteborgs konstmuseum, Norrköpings konstmuseum, Kalmar konstmuseum, Länsmuseet Gävleborg,  Scenkonstmuseet Hallands museum, Skissernas museum, Mjellby konstmuseum, Örebro läns landsting, Nasjonalgalleriet i Oslo och Musée du Jeux de Palme.

## Teater

### Scenografi och kostym
| År   | Produktion                                       | Upphovsmän          | Regi           | Teater   | Noter      |
| ---- | ------------------------------------------------ | ------------------- | -------------- | -------- | ---------- |
| 1946 | Trettondagsafton Twelfth Night, or What You Will | William Shakespeare | Alf Sjöberg    | Dramaten | Scenografi |
| 1950 | Erik XIV                                         | August Strindberg   | Alf Sjöberg    | Dramaten | Scenografi |
| 1965 | För Alice Tiny Alice                             | Edward Albee        | Ingmar Bergman | Dramaten | Kostym     |

## Exempel på verk
- Teaterskiss från "En Midsommarnattsdröm", 1950-tal. Teaterskiss till programblad i akvarell för uppsättningen "En Midsommarnattsdröm" från 1950-talet. Mörner gjorde scenografin.